# Île de loisirs de Cergy-Pontoise
L’Île de loisirs de Cergy-Pontoise est une base de plein air et de loisirs située dans le département du Val-d'Oise, en France, au cœur de la communauté d'agglomération de Cergy-Pontoise. Elle est l'une des 12 îles de loisirs de la région Île-de-France.

## Situation
La base est située à 32 km de Paris, à 18 km d'Argenteuil et à 13 km de Poissy.
Aménagée dans un méandre de l’Oise au cœur de l’agglomération de Cergy-Pontoise, sur les communes de Cergy et Neuville-sur-Oise, cette situation lui confère un statut de parc urbain pour tous les habitants de l’agglomération. Son accessibilité lui permet d’accueillir un grand nombre de franciliens durant les week-ends et les vacances scolaires.

## Présentation
L'ensemble de la base couvre près de 250 hectares dont 6 plans d'eau de 120 ha alimentés par des nappes phréatiques.
L’accès est libre pour les piétons et les cyclistes. Le stationnement automobile est en revanche payant de 9h à 19h en moyenne et haute saison.
La base présente quatre équipements spécifiques : une plage de sable fin surveillé (ouverte de 10h30 à 19h30), un téléski nautique, un stade d'eau vive et une vague à surf.

## Historique
L’implantation de la base de loisirs de Cergy a été prévue en 1965 par le schéma directeur d’aménagement et d’urbanisme de la région parisienne pour à la fois offrir aux habitants de la région des possibilités nouvelles de loisirs et donner un attrait plus important à la ville nouvelle de Cergy.
À l'origine, la base était une vaste gravière de sable exploité par le sablier GSM Guintoli. Les premiers travaux d’aménagements ont démarré en 1972 sous le contrôle de l’agence foncière et technique de la région parisienne (AFTRP) et le plan d’aménagement de la base de loisirs a été confié à la Coopérative d’études de paysages API.

### Historique des activités
- 1972 : création d’une baignade provisoire sur l’étang de la Folie à titre expérimental gérée par le Touring club de France (le poste de surveillance créé à l’époque existe toujours et est dédié aujourd’hui à un poste de secours et à  la surveillance des plans d’eau).
- 1977 : inauguration du centre balnéaire
  - Inauguré le 7 juillet 1977 par Paul Dijoud, secrétaire d’État à la jeunesse et aux sports. Il sera totalement réhabilité en 1989 puis en 2000 avec une baignade de 1 600 m2, une plage de sable fin, deux toboggans ainsi qu’une pataugeoire.
- 1980 : création du centre nautique (développement des activités sportives, notamment de la voile et du tennis - 1982)
- 1989 : ouverture du centre de séjour Hubert Renaud
- 1989 : ouverture du téléski nautique
- 1996 : arrivée du petit train
- 1999 : construction du stade d’eau vive
- 2002 : ouverture du stade d’eau vive
  - Un parcours de rapides totalement artificiel qui permet la pratique du rafting et du kayak. À la fin des 250 mètres de descente, un tapis roulant permet de remonter les participants au départ.
- 2007 : programme de mise en accessibilité de la base.
  - Programme permettant aux personnes à besoins spécifiques d’accéder plus facilement aux services de la base de loisirs.
- 2012 : la base de Loisirs de Cergy-Pontoise est lauréate des trophées de l’accessibilité
- 2013 : inauguration de la vague à surf, nouvel équipement pour démocratiser la pratique des sports nautiques en Île-de-France.
- 2014 : ouverture d'un Pôle nature : découverte du monde des abeilles, sorties faune et flore
- 2015 : La base de loisirs est renommée "Île de loisirs de Cergy-Pontoise"

## Gestion
L'île de loisirs de Cergy-Pontoise est un établissement public administratif dont les statuts ont été créés en 1975, dans un premier temps mis en gestion au Touring club de France puis repris en régie directe en 1979. Il est administré par un syndicat mixte d’étude, d’aménagement et de gestion (SMEAG). Celui-ci est composé de quatre élus de la communauté d’agglomération de Cergy-Pontoise (CACP), 4 élus du conseil départemental du Val-d'Oise (CGVO) et 4 élus du conseil régional d'Île-de-France (CRIDF). Un président est élu pour la durée de son mandat. Les élus délibèrent sur toutes les questions d’ordre général, notamment les orientations politiques et stratégiques. Les trois collectivités participent au financement de l'Île. Le conseil départemental et la CACP apportent une contribution financière en fonctionnement. La Région Île-de-France finance le foncier ainsi que la rénovation. L’ensemble représente un budget d’environ 7 millions par an.
L’actuel président du SMEAG est Thibault Humbert, maire d'Éragny.
La fréquentation annuelle en 2019 est estimée à 746 000 visiteurs. Le pic de visite se situe sur les mois de juillet et août avec 37% de la fréquentation annuelle (30 400 visiteurs par semaine). 36% des visiteurs résident dans une commune située à moins de 10 km de l'île et 53% habitent le Val-d'Oise.

## Activités
- Baignade surveillée
- Téléski nautique

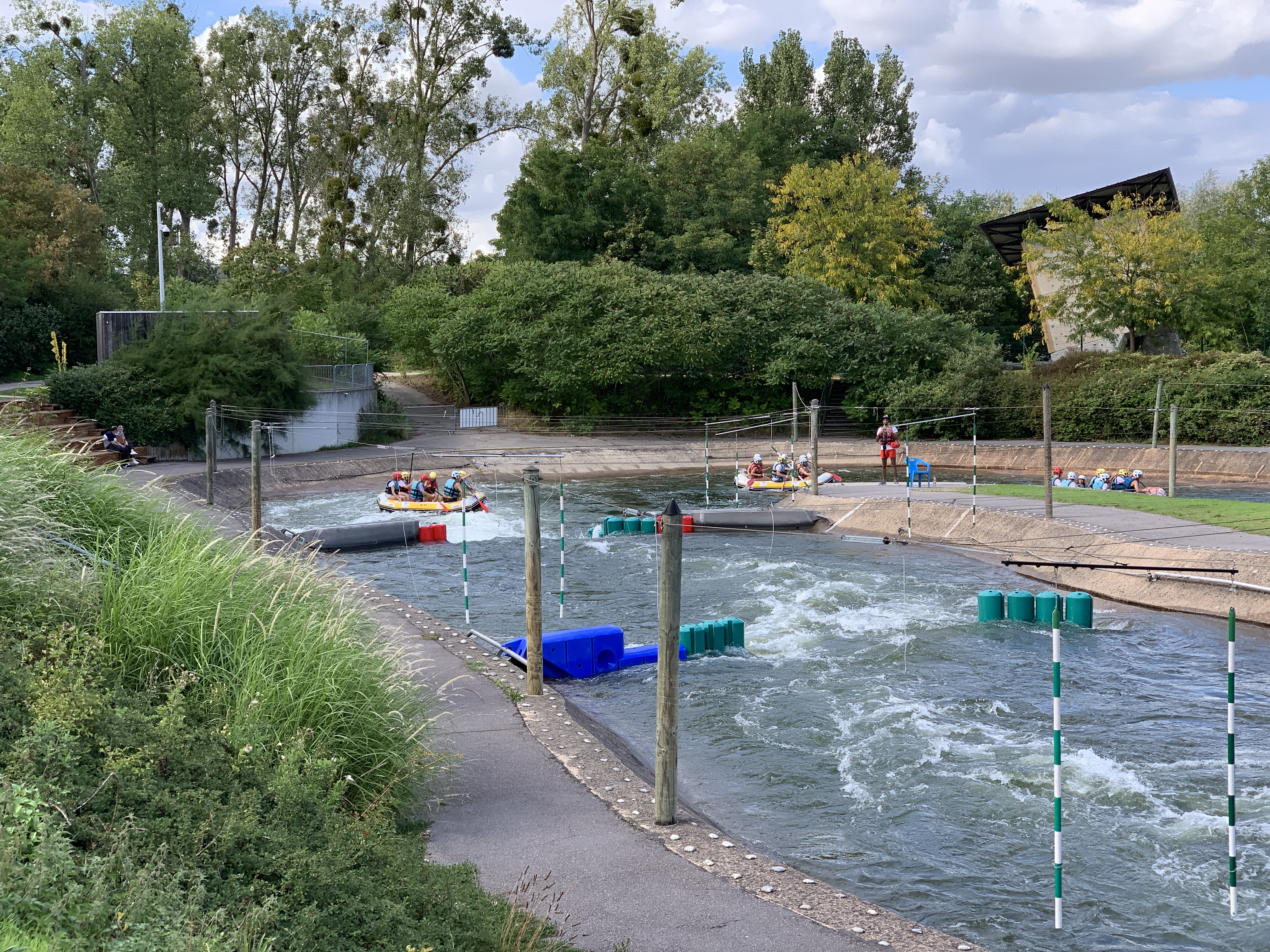
Le stade d'eau vive.

- Kayak et rafting sur le stade d'eau vive
- Vague à surf
- Accrobranche
- Voile
- Escalade
- Tir à l'arc
- Course d'orientation
- Blob jump
- Pédalo
- Mini-golf
- Paddle Board
- Rolling Bulles
- Manèges
- Châteaux gonflables
- Tennis
- Badminton
- Petit train

La base dispose d'une offre de restauration et d'hébergement.

## Évènements
- 11 mars 1981 : concert gratuit de Johnny Hallyday, regroupant plus de 5 000 spectateurs.
- Le Water Run : tous les ans depuis 2002, l'Île de loisirs de Cergy-Pontoise organise une journée de découverte. Elle donne accès gratuitement à de nombreuses activités de l'Île, depuis 2013 cet événement accueille de nouvelles activités accessibles grâce au partenariat avec l'événement Handidécouverte.
- Le Furia Sound Festival : de 2005 à 2009, la base de Loisirs de Cergy-Pontoise a accueilli ce festival musical. Il s’agit d’un festival proposant un florilège d’artistes de la scène française mais également internationale.  Après avoir rencontré beaucoup de succès, ce festival n’a pu être reconduit faute de subventions.
- L’Île aux mix festival : du 27 au 29 mai 2011, l'Île de loisirs a accueilli la première édition de ce festival musical. Proposant une grande variété musicale, du rock au reggae en passant par le rap ou encore l’électro, mais également une ouverture à d’autres arts tel que la danse, le graff et bien d’autres expressions d’arts de la rue.
- Le Raid des collégiens : de 2008 à 2011, le conseil général du Val-d’Oise, l’UNSS et la base de Loisirs ont organisé le Raid des collégiens.  Près de 600 élèves du Val-d'Oise, répartis en 66 équipes (9 collégiens et un professeur), s’affrontent sur toute une journée dans onze épreuves nautiques (kayak, raft, voile, barque…) et terrestres (VTT, escalade, tir à l’arc…). Les gagnants sont les élèves qui participent à toutes les activités dans un minimum de temps, chaque équipe gérant elle-même ses pauses et pique-niques.
- Depuis la saison 2013-2014, l'Île de loisirs de Cergy-Pontoise abrite les Chapiteaux du Cirque Cherche-Trouve, spectacles et école de Cirque.
- En septembre 2015, l'île de loisirs accueille 110 réfugiés syriens[4].
- En novembre 2016, l'île de loisirs accueille 150 à 160 migrants venant du campement de Stalingrad à Paris[5].

## Au cinéma
- L'Île au trésor (2018), de Guillaume Brac a été tourné sur l'île de loisirs.